# Sexcrimes : Partie à 4
Pour les articles homonymes, voir Sexcrime.
Série Sexcrimes
Diamants mortels
(2005)
Pour plus de détails, voir Fiche technique et Distribution.
Sexcrimes : Partie à 4 ou Les Racoleuses : Partie à 4 au Québec (Wild Things: Foursome) est un film américain sorti en 2010. C'est le quatrième volet de la saga entamée avec Sexcrimes (1998).

## Synopsis
Carson Weetly, jeune homme arrogant féru de fêtes en tous genres, soupçonne son richissime père d'avoir provoqué la mort de sa mère par ses multiples infidélités. Lorsque ce dernier meurt dans un accident de bateau, le détective Frank Walker est assigné à la tête de l'enquête. Plus ses recherches avancent, plus il soupçonne un complot autour du possible meurtre de la victime.

## Fiche technique
- Titre original : Wild Things: Foursome
- Titre français : Sexcrimes : Partie à 4
- Titre québécois : Les Racoleuses : Partie à 4
- Réalisation : Andy Hurst
- Scénario : Howard Zemski et Monty Featherston
- Musique : Steven M. Stern
- Production : Marc Bienstock
- Budget : 10 000 000 $
- Pays d'origine :  États-Unis
- Langue originale : anglais
- Format : couleur - 35 mm - 1,85:1 - son Dolby Digital / SDDS
- Genre : Thriller
- Durée : 92 minutes
- Sortie : 2010

## Distribution
- Ashley Parker Angel : Carson Weetly
- Jillian Murray (VF : Julie Basecqz) : Brandi Cox
- Marnette Patterson : Rachel Thomas
- John Schneider : l'inspecteur Frank Walker
- Ethan Smith :  George Stuben
- Jessie Nickson : Linda Dobson
- Cameron Daddo : Ted Weetly
- Marc Macaulay (en) : le capitaine Blanchard

## Autour du film

### Série de films
- Ce film fait suite à Sexcrimes, Sexcrimes 2 et Sexcrimes : Diamants mortels.